# Suore agostiniane recollette del Sacro Cuore di Gesù
Le suore agostiniane recollette del Sacro Cuore di Gesù (in spagnolo Hermanas Agustinas Recoletas del Corazón de Jesús) sono un istituto religioso femminile di diritto pontificio: i membri di questa congregazione pospongono al loro nome la sigla A.R.V.

## Storia

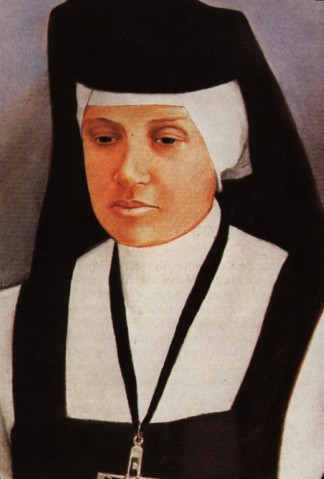
Beata Maria di san Giuseppe, al secolo Laura Alvarado Cardozo, fondatrice della congregazione

Nel 1893 il sacerdote Justo Vicente López Aveledo istituì un'associazione di volontarie (le sorelle ospedaliere di Sant'Agostino) per l'assistenza agli infermi presso l'ospedale di San José a Maracay, in Venezuela: prima guida e anima del sodalizio fu Laura Alvarado Cardozo (1875-1967), in religione Maria di San Giuseppe, considerata fondatrice della fraternità.
Il 22 maggio 1902 l'arcivescovo di Caracas Críspulo Uzcátegui diede alle sorelle la regola di sant'Agostino e ammise i membri dell'unione alla professione dei voti: l'arcivescovo Felipe Rincón González eresse il sodalizio in congregazione di diritto diocesano con decreto del 17 gennaio 1927. Nel 1950 l'istituto venne aggregato all'Ordine degli agostiniani recolletti.
La congregazione ricevette il pontificio decreto di lode il 15 novembre 1952 (con lo stesso provvedimento vennero approvate anche le sue costituzioni).
Laura Alvarado Cardozo, che resse l'istituto per oltre mezzo secolo, è stata beatificata da papa Giovanni Paolo II nel 1995.

## Attività e diffusione
Le agostiniane recollette del Sacro Cuore gestiscono asili, orfanotrofi, ospedali e si dedicano all'insegnamento.
Sono presenti in varie zone del Venezuela: la sede generalizia è a Los Teques.
Al 31 dicembre 2005 l'istituto contava 79 religiose in 13 case.